# 東莞同鄉會學校
東莞同鄉會學校（英語：Tung Koon District Society School），是一所昔日位於香港九龍城區土瓜灣農圃道、於1959年創立的津貼小學，由香港東莞同鄉總會主辦。該校於2004年至2005學年已被列入殺校名單。2008年停辦後，東莞同鄉會把校舍租予保良局林文燦英文小學作為分校之用。

## 校政管理
歷任校監
- 1959年至1966年：黃展雲 先生[註 1]
- 1959年至1964年：陳滿堂 先生
- 1966年至1970年：周環 先生[5]
- 1970年至1973年：王華生 先生
- 1973年至1975年：方標 先生
- 1975年至1976年：王仲銘 先生
- 1976年至1978年：張念平 先生
- 1978年至1980年：馬汝良 先生
- 1980年至1982年：曾治鎮 先生
- 1982年至1984年：謝繼棠 先生
- 1984年至1991年：王國欽 先生
- 1991年至1993年：葉基 先生
- 1993年至1995年：李燦輝 先生
- 1995年至1997年：王兆生 先生
- 1997年至2003年：王惠琪 先生
- 2003年至2008年：陳樹標 先生

歷任校長
- 1959年至1970年：袁伯盈 先生（上午校）
- 1959年至1964年：鄧柱燊 先生（下午校）

歷任校長（兼任上、下午校）
- 1970年至1979年：何志中 先生
- 1979年至1987年：麥子飛 先生
- 1987年至1997年：林景燊 先生
- 1997年至2002年：李勁麟 先生
- 2002年至2008年：黃麗娥 女士

歷任副校長
- 鄧柱燊 先生[6]

## 學校歷史
前香港立法局議員周錫年於1951年7月與東莞同鄉總會副主席麥杰浩、學務部主任周環、陳祖澤、陳滿堂等領袖一同籌建東莞同鄉會學校。未幾政府撥出農圃道1萬4千餘呎地皮，並獲教育司署23萬元津貼促成建校過程。整個建築項目於1958年初展開，找來華人銀行大廈的設計者、建築師周耀年設計校舍，九龍建築公司承建，同年12月由周錫年主持校舍奠基儀式，1959年8月竣工。創校初年，學校上、下午校小一至小六年級共有24班，學生數目達1080名。另外也得到教育司署批准成為津貼小學。
辦學近50載，東莞同鄉會學校於1967年10月獲英國國會議員 Dennis Hobden 到訪，了解香港小學的教育情況。直到2000年代初，校董會決定下午校不再招收小一新生，且逐步減少班別數目，以於2003年至2004年推行全日制上課模式。另一方面於2005年曾向教育統籌局申辦私營小一但遭拒絕。隨著2006年教育局准許保良局合辦一所直資英文小學 ─ 保良局羅富國校友會學校，東莞同鄉會學校面臨停辦。及至2008年9月，保良局羅富國校友會學校易名為保良局林文燦英文小學，由東莞同鄉會、保良局、羅富國校友會3個辦學團體達成合作協議，共同合辦。羅富國校友會學校現址為保良局林文燦英文小學的正校。而由於東莞同鄉會學校的地權屬香港東莞同鄉總會所有，故停止營辦東莞同鄉會學校後毋須歸還校舍予教育局，東莞同鄉會把校址租予保良局使用至今。

## 課外組織
學生可參與舞蹈組、九龍第120旅童軍（1965年成立）、男女子籃球隊、乒乓球隊、合唱團、家政、英文閱讀、基督少年軍等活動。

## 校園設施
東莞同鄉會學校的校舍樓高4層，設有12間課室、電腦教學室、英語學習室、多媒體學習室（王換娣紀念視聽教室）、禮堂、校長室、教員室、圖書館（1965年啟用）、視覺藝術室、音樂室、舞蹈室、籃球場以及有蓋操場。2006年6月完成擴建校舍工程後，校園內建成新翼「謝繼棠博士紀念大樓」；該大樓設會議室及輔導主任室。校方後來於2007年至2008年暑假重鋪全校課室、樓梯及走廊地磚，又重鋪電線。

## 著名教職員
- 袁報華：香港男演員、前東華三院鄧肇堅小學校長[23]
- 伍國泮：前香港五邑工商總會理事長（校務主任）[24]

## 著名/傑出校友
東莞同鄉會學校於1968年成立校友會。
政商界
- 邵善波，GBS，JP（1959年入讀小四上午校[26]；轉校）：中華人民共和國全國政協委員、前香港政府中央政策組首席顧問
- 陳植森（1962年小六下午校[27]）：香港發明家、商人
- 潘佩璆，SBS（1967年小六上午校[28]）：前香港立法會功能界別勞工界議員

教育界
- 孔祥河（1960年小六[29]）：前大埔崇德黃建常紀念學校創校校長
- 麥淦渠（1965年小六下午校[30]）：香港普通話研習社學校校長、香港普通話研習社理事會主席[25]
- 衞沛華（1967年小六上午校[28]）：前新界鄉議局大埔區中學及新界鄉議局元朗區中學校監、前教育局首席教育主任（質素保證）
- 謝祖墀（1967年小六下午校[28]）：香港中文大學商學院及香港大學專業進修學院企業研究院客席教授
- 衞沛文（1970年小六上午校[24]）：國立體育大學運動科學研究所教授
- 謝祖璇（1971年小六上午校[31]）：前聖母玫瑰書院校長
- 倪偉定（1971年小六上午校[31]）：香港理工大學人工智能物聯網研究院副系主任、管理和市場學系教授
- 莫雅慈（1972年小六上午校[32]）：香港大學教育學院副院長
- 莫萬豪（1975年小六上午校）：香港浸會大學持續教育學院持續及專業教育部講師

演藝界
- 徐日勤（1968年小六上午校[33]）：香港作曲家
- 麥潔文（1968年小六下午校[33]）：香港女歌手[23]
- 黃貫中（1976年小六下午校）：香港男歌手[34]
- 葉偉信（1976年小六上午校）：香港電影導演[35]

公共事業、醫學界
- 邵一崗（1961年小六上午校[36]）：前國際獅子會中國港澳三○三區總監
- 何守謙（1967年小六下午校[28]）：前房屋署總建築師及助理署長、廣州大學建築及城市規劃學院客座教授
- 梁惠棠（1972年小六上午校[32]）：養和醫院內科腫瘤科及肝臟科名譽顧問醫生、香港中文大學內科及藥物治療學系名譽臨床副教授
- 勞結蓮（1975年小六上午校）：基督教聯合醫院放射學部門主管醫生

傳媒、體育界
- 張圭陽（1968年小六上午校[33]）：香港傳媒人
- 張小倫（1997年小六上午校）：香港男子劍擊運動員